# Guerra d'Italia del 1536-1538
La guerra d'Italia del 1536-1538, la cosiddetta sesta guerra delle guerre d'Italia del XVI secolo, durò dal 1535 al 1538; è il terzo conflitto che vede coinvolti Carlo V e Francesco I di Francia.
(Francesco I di Francia)

## Premesse
Il conflitto tra i due sembrava essersi placato dopo il matrimonio tra Francesco I e la sorella di Carlo V e soprattutto dopo la pace di Cambrai, stipulata nel 1529 per porre fine alla cosiddetta quinta guerra (o guerra della Lega di Cognac). La tregua in realtà si dimostrò presto solo apparente.
Le condizioni di pace stabilite, infatti, umiliavano la Francia: Francesco I fu costretto a rinunciare al Ducato di Milano (la Lombardia veniva infatti riconfermata agli Sforza) e ad ogni pretesa sul Regno di Napoli; gli fu comunque concesso di tenere la Borgogna (conquistata prima del 1526).
La Spagna quindi aveva ribadito definitivamente il proprio dominio sull'Italia.
Infatti Carlo V non aveva rinunciato alla propria concezione dell'Impero universale sotto la guida degli Asburgo: egli intendeva ripristinare gli antichi confini della Borgogna, operazione che poteva attuarsi soltanto a spese di una sottrazione di territori dalla Francia. Inoltre, la Lombardia era sempre stata l’obiettivo primario della politica dell’Imperatore, già subito dopo la sua elezione.
Mercurino Arborio di Gattinara, consigliere italiano di Carlo V, recitava così:
Francesco I restava comunque intenzionato ad impedire tale disegno.
Per questi motivi la tregua era solo apparente.

## La rottura degli equilibri
La rottura dell’equilibrio fu causata dalla morte, avvenuta nella notte tra 1 e 2 novembre 1535 (oppure il 24 ottobre del 1535) a soli 43 anni, di Francesco II, ultimo esponente degli Sforza (che erano stati restaurati duchi di Milano).
Francesco I vide in questa prematura scomparsa l’occasione tanto attesa per riproporre nuovamente i diritti che la propria dinastia accampava sul milanese. Carlo V, d’altra parte, non aveva alcuna intenzione di cederlo al suo rivale, così ne approfittò per impossessarsi il territorio del ducato e lasciarlo in eredità a suo figlio, Filippo II di Spagna.

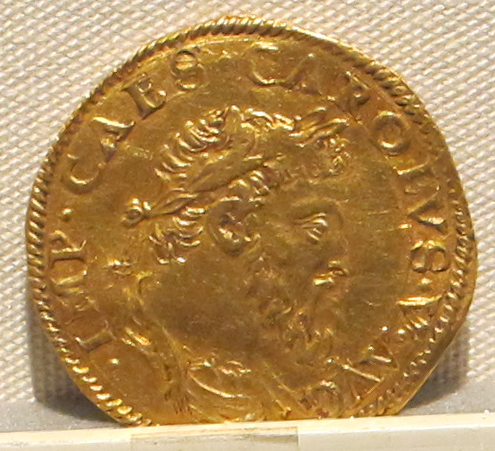
Moneta circolante nel Milanese al tempo della dominazione di Carlo V

Il territorio milanese «al tempo dei Visconti e degli Sforza era uno degli Stati più floridi e potenti, non solo d’Italia ma d’Europa»: era un territorio strategico, seppur non grandissimo, uno dei nodi decisivi intorno a cui si organizzava il sistema di equilibrio delle grandi potenze europee, tanto che Margherita d’Austria lo definiva la “chiave d’Italia”.
«Occupare il Milanese significava controllare militarmente e diplomaticamente i numerosi Stati che affacciavano sulla pianura padana. A sua volta il controllo sull’Italia settentrionale risultava decisivo per proteggere Napoli e Genova, entrambe essenziali per la Spagna […] Milano costituiva il fulcro dell’intera strategia asburgica in Europa.»
Per Carlo V, la Lombardia rappresentò l’unico collegamento possibile tra i domini mediterranei e quelli dell’Europa centrale e settentrionale, assicurando la continuità territoriale del suo vastissimo impero continentale.
Milano diventò così una colonia dell’impero di Carlo, affidata al governatore spagnolo Antonio de Leyva, nominato da Madrid: i suoi poteri equivalevano a quelli di un viceré e la cui volontà era subordinata a quella dell’Imperatore.
Il re di Francia avanzò a sua volta pretese sullo stesso Ducato di Milano, in nome del "testamento dei Visconti".
Ma come sostiene de Leva, sebbene il re si dicesse spinto soltanto dai diritti ereditari dei propri figli, in realtà «aveva in mente ben altro e più alto scopo politico: di recuperare cioè, segnatamente in Italia, la superiorità perduta per l’infortunio delle armi».

## Il motivo reale del conflitto

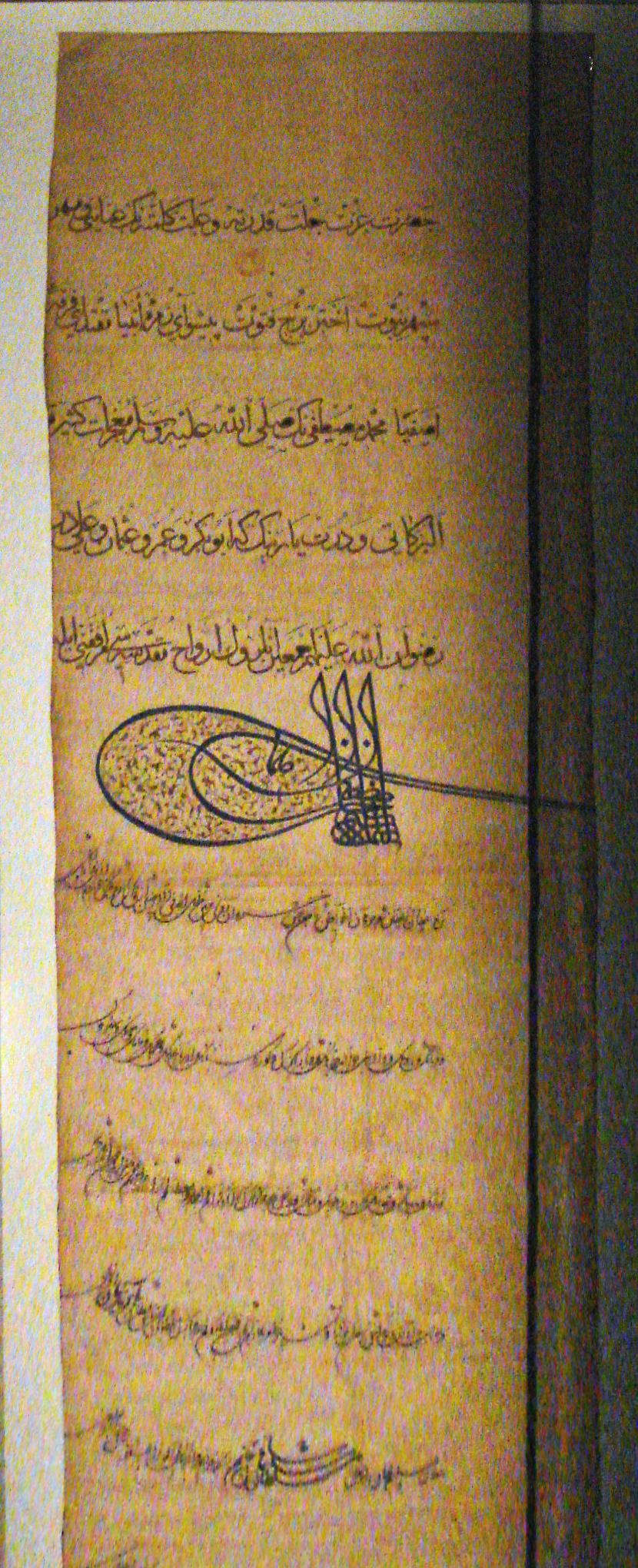
Prima lettera di Solimano il Magnifico a Francesco I di Francia. Solimano accetta l’alleanza richiesta dal re di Francia per combattere il nemico comune, gli Asburgo. Le necessità di Francesco I infatti corrispondevano alle ambizioni di Solimano in Europa.

In realtà la motivazione principale che spinse il sovrano di Francia a riaprire le ostilità è da ricercare in una sua azione diplomatica. In quel periodo l'Impero asburgico era minacciato sia dai principi luterani in Germania (riunitisi nella cosiddetta lega di Smalcalda), che dai turchi a Est.
La strategica decisione di Francesco I fu di allearsi con il sultano turco Solimano I il Magnifico (nominando come ambasciatore permanente Jean de La Forêt) nonché con gli stessi principi luterani e con Enrico VIII d'Inghilterra (ostile a Carlo V per la questione del divorzio, «da lui decisa con un atto di forza»), inaugurando una politica cosiddetta di "equilibrio di poteri". Il sovrano di Francia si mise così a capo di questa “lega antiasburgica” e, così motivato, fu spinto ad attaccare, rompendo la tregua e dando inizio ad un nuovo conflitto.
L'alleanza franco-ottomana fu la prima alleanza tra un impero cristiano e uno non cristiano e fu per questo ritenuta "scandalosa".

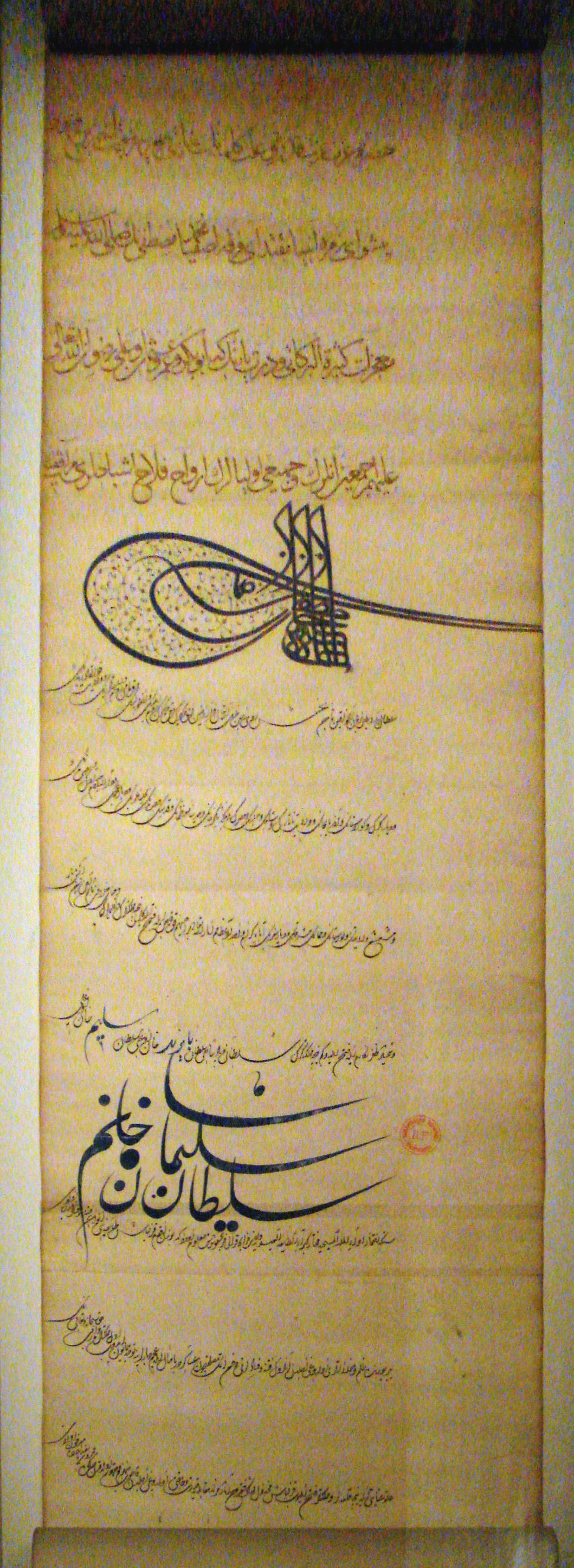
Lettera di Solimano a Francesco I, 6 aprile 1536. Con questa lettera, il sultano acconsentiva alla permanenza dell’ambasciatore francese Jean de La Forêt alla corte ottomana.

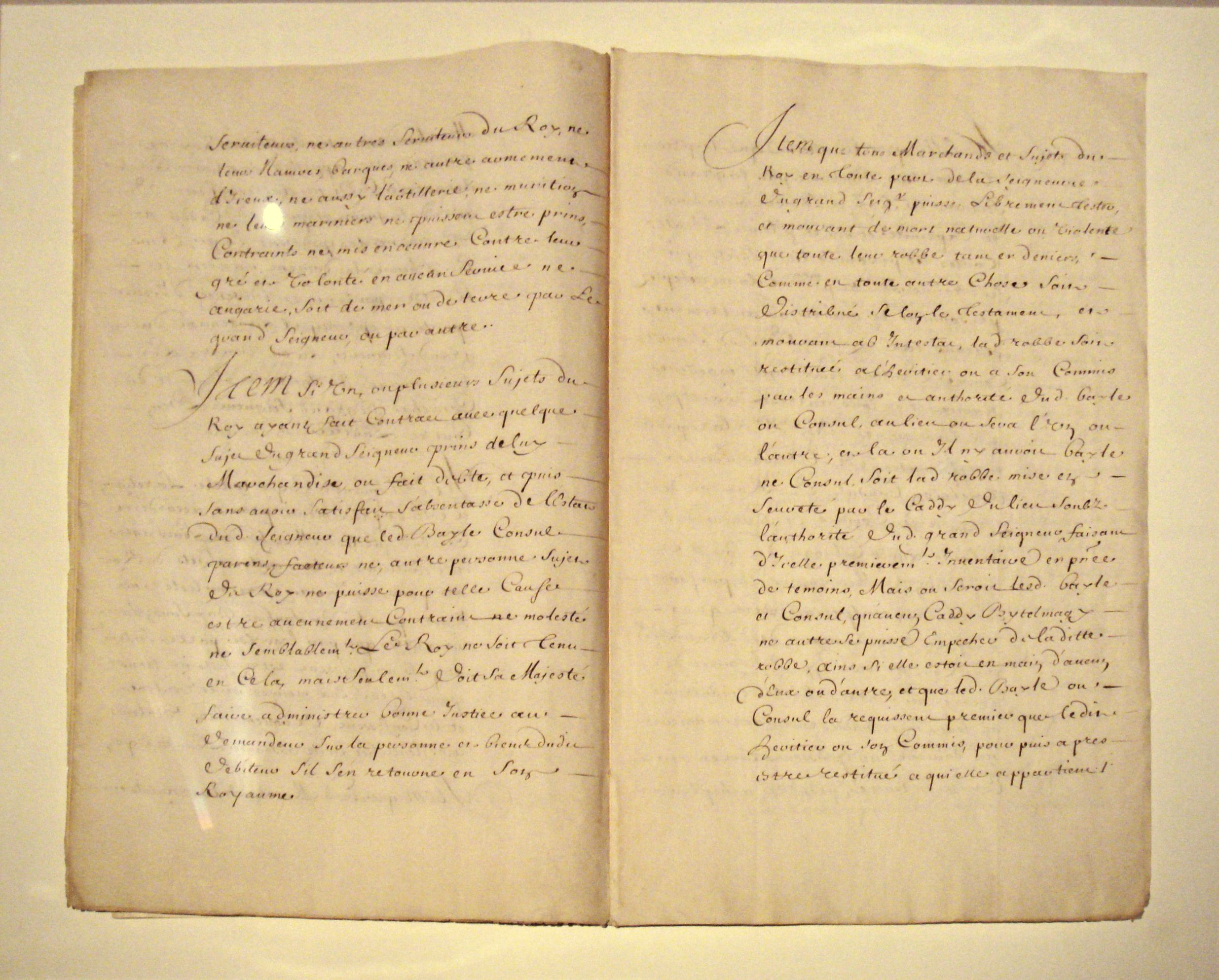
Bozza del trattato del 1536 negoziato tra Jean de La Forest e il visir del sultano, Ibrahim Pacha. Jean de La Forêt negoziò queste trattative il 18 febbraio 1536, sul modello dei precedenti trattati ottomani con Venezia e Genova. Vennero concessi diversi privilegi ai mercanti francesi in tutto l'Impero ottomano; inoltre i francesi erano liberi di praticare la loro religione nei territori dell’Impero.

## Inizio della guerra e svolgimento
Il re di Francia diede inizio alle ostilità nel febbraio del 1536, rispondendo all'occupazione asburgica di Milano con l’invio di circa 6/7 000 uomini armati in Italia al fine di invadere lo Stato sabaudo (guidato, in quel momento, dal duca Carlo II, cognato dell'Imperatore). Il possesso del Ducato di Savoia ere necessario per la Francia al fine di poter avere, poi, libero passaggio verso la conquista di Milano. Philippe de Chabot, un generale francese, condusse il suo esercito fino in Piemonte, giungendovi nel marzo 1536.
Pochi giorni dopo (il 3 aprile) Torino si arrese ai francesi, i quali poi riuscirono ad impadronirsi anche di buona parte del Piemonte Sabaudo. Nel frattempo il duca fuggiva con una zattera sul Po per rifugiarsi a Vercelli, mentre l’occupazione francese si estendeva a buona parte del Piemonte.
Carlo V rimase sorpreso ma dovette rispondere al più presto: «metterò lo stato di Milano contro al ducato di Borgogna, sebbene anche questo mi appartenga, o contro qualunque altra cosa equivalente: gli abbia ambidue il vincitore. Ma il re non vuol né pace, né duello, sia pur guerra: noi metteremo tutto per il tutto: sarà la rovina dell’uno o dell’altro»
Nell'estate del 1536, Carlo partì con 50 000 uomini (20 000 tedeschi, 20 000 italiani e 10 000 spagnoli): ne lasciò 10 000 a Torino e con il resto attaccò Francesco I su due fronti: dalle Fiandre e dalla Provenza, spingendosi fino a Aix-en-Provence e conquistandola ad agosto. La speranza era che, invadendo la Francia da due lati, il re sarebbe stato costretto a dividere le forze e quindi ne sarebbe risultato indebolito; questa mossa aumentò i consensi dell'opinione pubblica europea verso l'Imperatore.

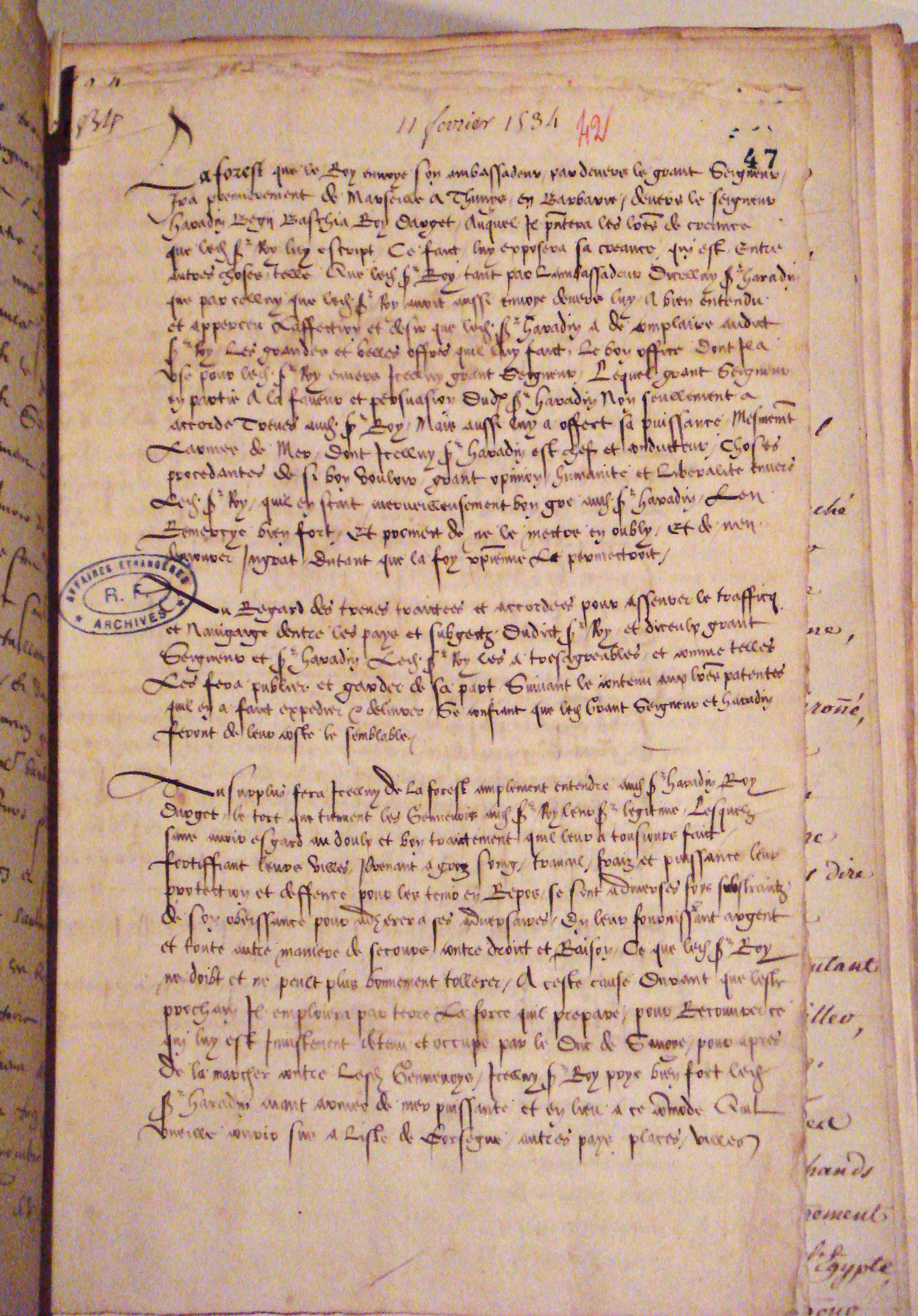
Istruzioni militari a Jean de la Forêt, dal Cancelliere Antoine Duprat, 11 febbraio 1534. Istruzioni militari segrete per organizzare un'offensiva combinata in Italia nel 1535: la Francia avrebbe attaccato la Lombardia. L'Impero Ottomano avrebbe inoltre fornito un notevole sostegno finanziario a Francesco I.

Successivamente, un terzo fronte fu aperto dal re di Francia, forte delle sue strategiche alleanze dalle quali riceveva massicci rinforzi (approvvigionamenti, truppe, generali, …). Era infatti in progetto un attacco dei francesi verso Genova insieme agli alleati Turchi.
Una flotta franco-turca, composta da 12 galee francesi e una piccola flotta ottomana sotto il comando dell’ammiraglio Barbarossa, fu di stanza a Marsiglia alla fine del 1536, minacciando Genova: il progetto era quello di attaccare, insieme alle altre truppe francesi che marciavano su terra verso la città. Ma quando vi giunsero nell'agosto del 1536, le difese della città erano state recentemente rinforzate. Le truppe ripiegarono così sul Piemonte, conquistandone circa la metà.
Carlo V fu fermato dall'esercito francese che bloccava le rotte verso Marsiglia. Inoltre l’imperatore «dopo esplorate con varie scorrerie e riconosciute difficili ad espugnarsi le fortificazioni di Avignone, di Arles e di Marsiglia» decise il 3 settembre di ritirare in Spagna le proprie truppe, anche quelle sul fronte fiammingo.
Secondo una leggenda, le truppe francesi lasciarono deliberatamente marcire i frutti sugli alberi allo scopo di causare la dissenteria alle truppe spagnole.
Le operazioni belliche fallirono così su tutti i fronti.
Si giunse ad una posizione di stallo in cui nessuno poteva dichiararsi vincitore.
Verso la fine del 1536 Carlo V, rimproverato per il proprio disinteresse verso gli affari spagnoli, tornò in Spagna per occuparsi degli affari di stato, cosa che fece per tutto il corso dell’anno 1537.
Nel frattempo però continuò a studiare e progettare una strategia che gli permettesse di chiudere onorevolmente il conflitto con la Francia al fine di dedicarsi anche alla risoluzione dei problemi creati dai luterani in Germania e dai Turchi ai confini orientali dell'Impero.

## Chiusura del conflitto
Nella primavera del 1537 fu nuovamente la Francia a rompere gli indugi, lanciando una nuova violenta offensiva nei Paesi Bassi. Furono combattute battaglie sanguinosissime a Lens, Arras, Crécy e Hesdin, che indussero sia i francesi che gli imperiali a concludere un armistizio a Bomy il 30 luglio 1537.
Francesco I non poteva più mantenere il suo poderoso esercito nelle piazze piemontesi e proprio con questa motivazione giustificò la tregua di tre mesi per l’Italia, rogata a Monzone il 16 novembre 1537, lasciando a ciascuno ciò che possedeva. Subito dopo Carlo V avanzò delle proposte di pace, prolungando la tregua fino al 1 giugno, le quali consistevano sostanzialmente nella riconferma e nel rispetto del precedente trattato di Cambrai; il sovrano francese accettò a patto di un intervento del pontefice come mediatore delle parti.
Papa Paolo III, dichiaratosi neutrale fin dall'inizio e desideroso di riunificare le forze cristiane contro il nemico turco, avanzò la propria mediazione che portò «dopo molte esitanze e difficoltà» all’armistizio firmato a Nizza, il 18 giugno 1538.

## La tregua di Nizza
Carlo V e Francesco I si rifiutarono di sedere nella stessa stanza insieme, tale era il loro odio reciproco. I negoziati furono portati a termine dal Papa, che, andando di stanza in stanza, riuscì alla fine a raggiungere un accordo.

Francesco si rifiutò di rompere le alleanze che aveva sancito e di restituire il Piemonte; «[…] meglio valevagli infatti il Piemonte senza Milano, che Milano senza il Piemonte».

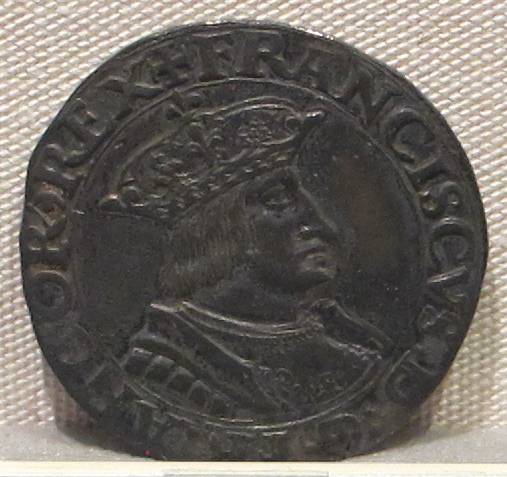
Moneta circolante in Piemonte dopo l'occupazione delle truppe francesi.

In sostanza, il conflitto si concluse con la riconferma della situazione precedente, in quanto «lasciava confermati […] i patti degli antecedenti armistizi»: fu concordata una tregua decennale con il riconoscimento dello status quo.
La Francia aveva fallito nel proprio obiettivo di conquistare Milano e la Lombardia; tuttavia il trattato di pace gli concedeva di mantenere i territori occupati, che consistevano nei passi delle Alpi e nelle piazze piemontesi più importanti.
Non ci furono altre significative modifiche tra gli stati Italiani.
Si concludeva così, con un nulla di fatto, il terzo conflitto tra Francesco I e Carlo V, che servì solo a rafforzare l’alleanza tra francesi e Turchi Ottomani.
Quando, nel 1540, Carlo V conferirà il titolo di duca di Milano al figlio Filippo (suo successore sul trono di Spagna), Francesco I scatenerà una nuova offensiva, che porterà ad un nuovo conflitto, ovvero la settima guerra d’Italia.

## Il ruolo della penisola italiana

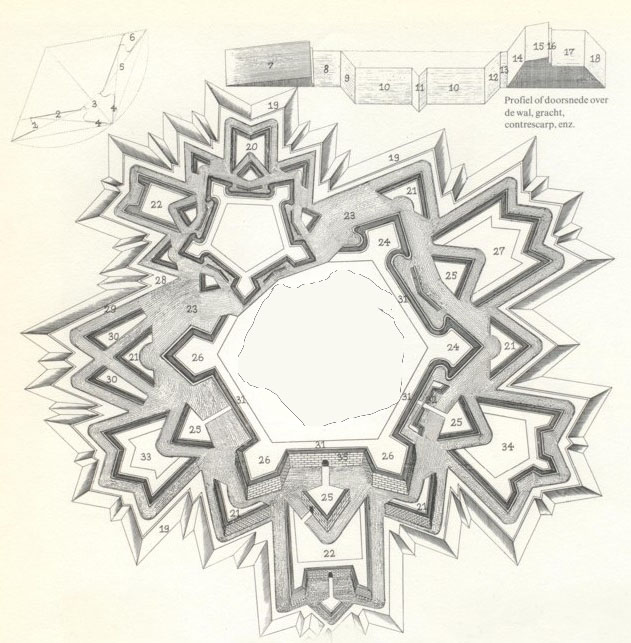
Esempio delle nuove fortificazioni cosiddette "alla moderna".

Questa guerra significava che l'indipendenza di diversi stati italiani era finita e che la maggior parte della penisola sarebbe stata governata (o influenzata) da monarchi stranieri. La frammentazione politica dell'Italia e la mancanza di una risposta unitaria alle pressioni di Francia e Spagna, la resero molto suscettibile alla politica europea e alle invasioni straniere anche in futuro.

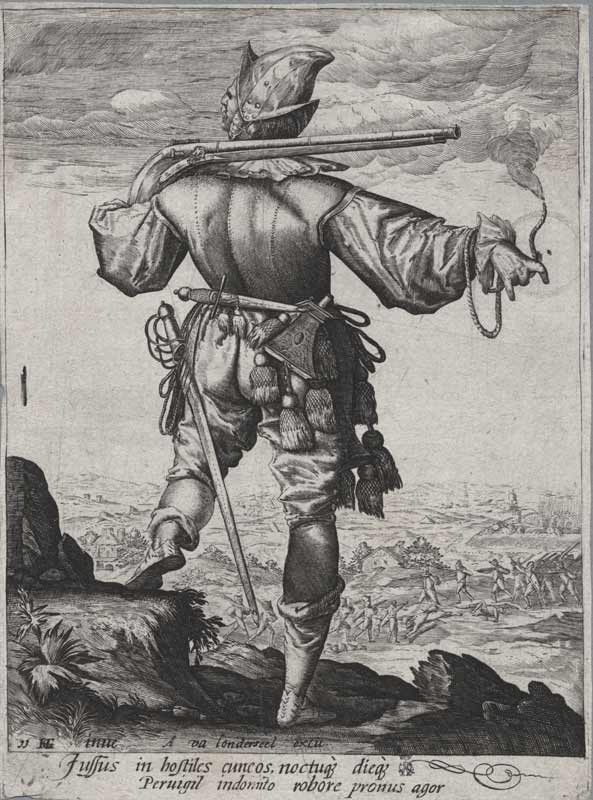
Archibugiere europeo del XVI secolo.

Per quanto riguarda i meccanismi bellici, le truppe spagnole messe in campo da Carlo V durante questo conflitto adottarono una tecnica di combattimento già sperimentata da loro stessi nelle precedenti battaglie: l’uso massiccio delle armi da fuoco portatili (archibugio).
Così in territorio italiano venivano ideate e costruite nuove fortificazioni per resistere al bombardamento dell'artiglieria e alle nuove tecnologie belliche. Assistiamo così alla creazione del bastione e della trace italienne (o fortificazione all'italiana).
Per questo motivo dopo il 1530 circa il teatro di guerra italiano perse la propria centralità e, salvo alcune eccezioni, le battaglie più rilevanti “emigrarono” per lo più in Francia e nei Paesi Bassi.

La soluzione della trace italienne era pensata per favorire i piccoli Stati italiani in lotta contro le grandi potenze europee, ma finì paradossalmente per ritorcersi contro di essi: questi stati infatti furono travolti dalle invasioni francesi e spagnole quando non avevano ancora completato gli ambiziosi piani di fortificazione e non avevano nemmeno i fondi necessari per reclutare le truppe necessarie alla propria difesa.